# ياكوب فيالا
ياكوب فيالا (بالإنجليزية: Jakub Fiala)‏ هو متزحلق جبال الألب أمريكي، ولد في 24 مايو 1975 في براغ في التشيك.

## وصلات خارجية
- ياكوب فيالا على موقع أوليمبيديا (الإنجليزية)